# Darkovičky

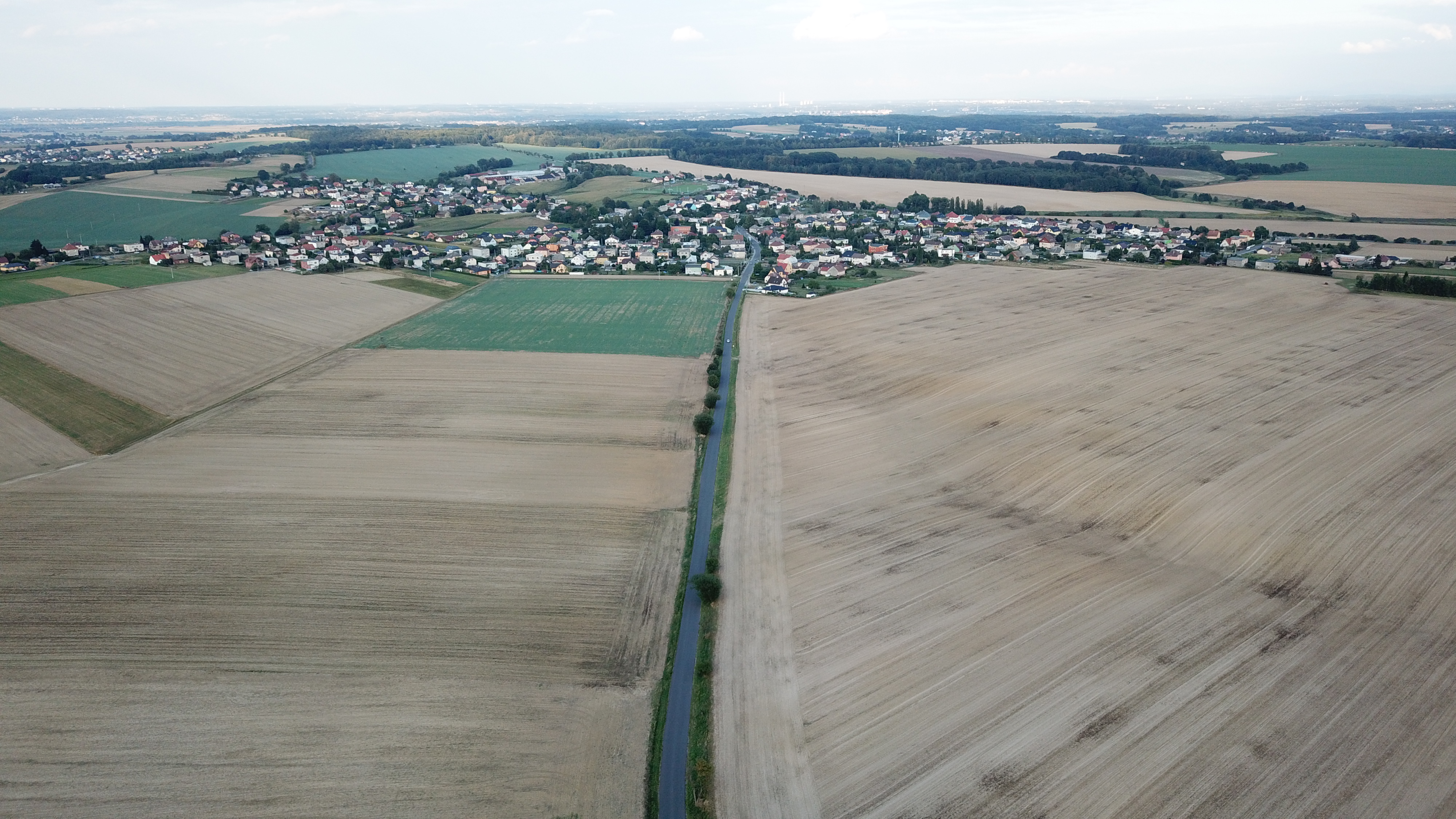
Blick von Westen auf das Dorf

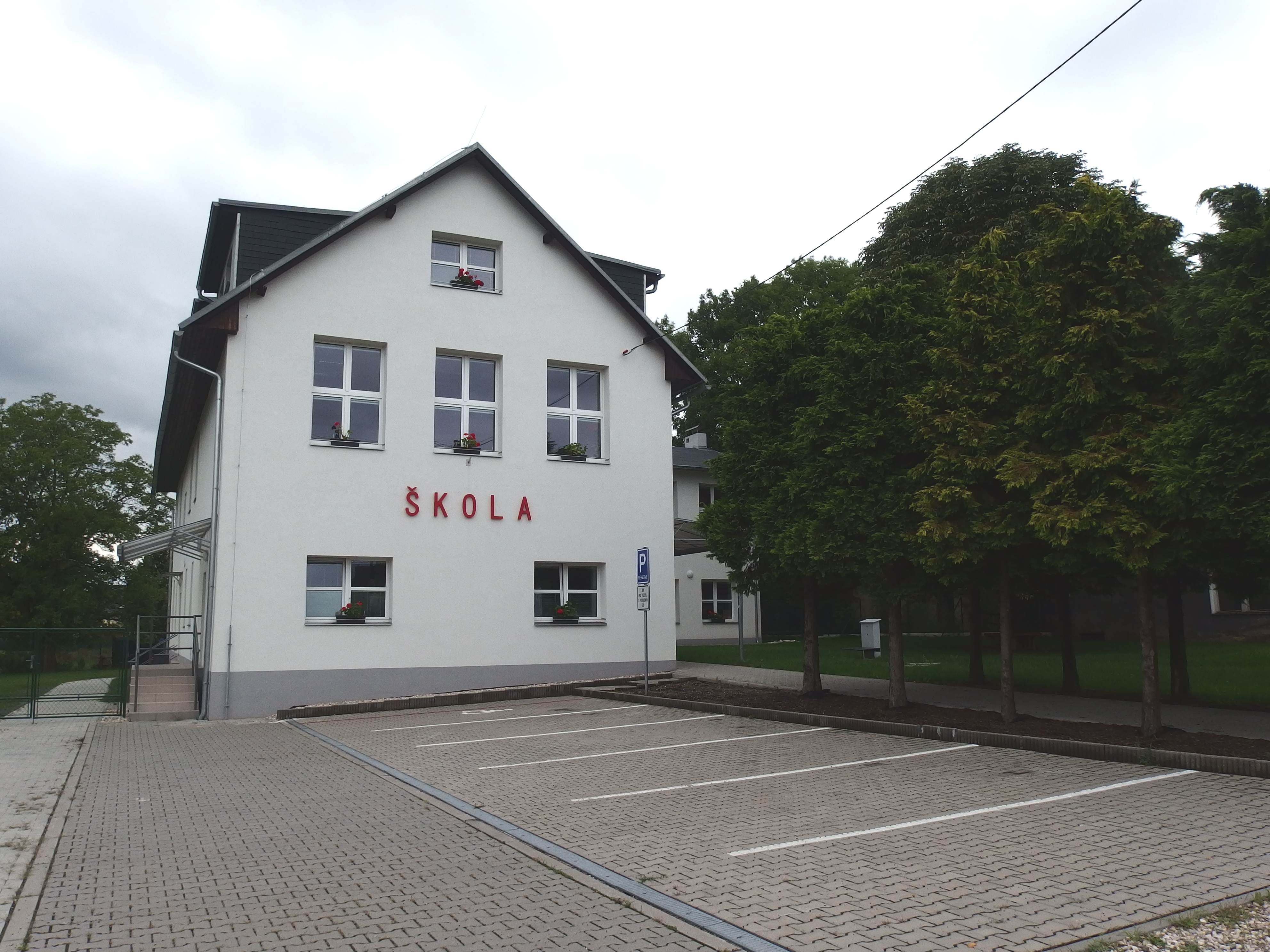
Schule

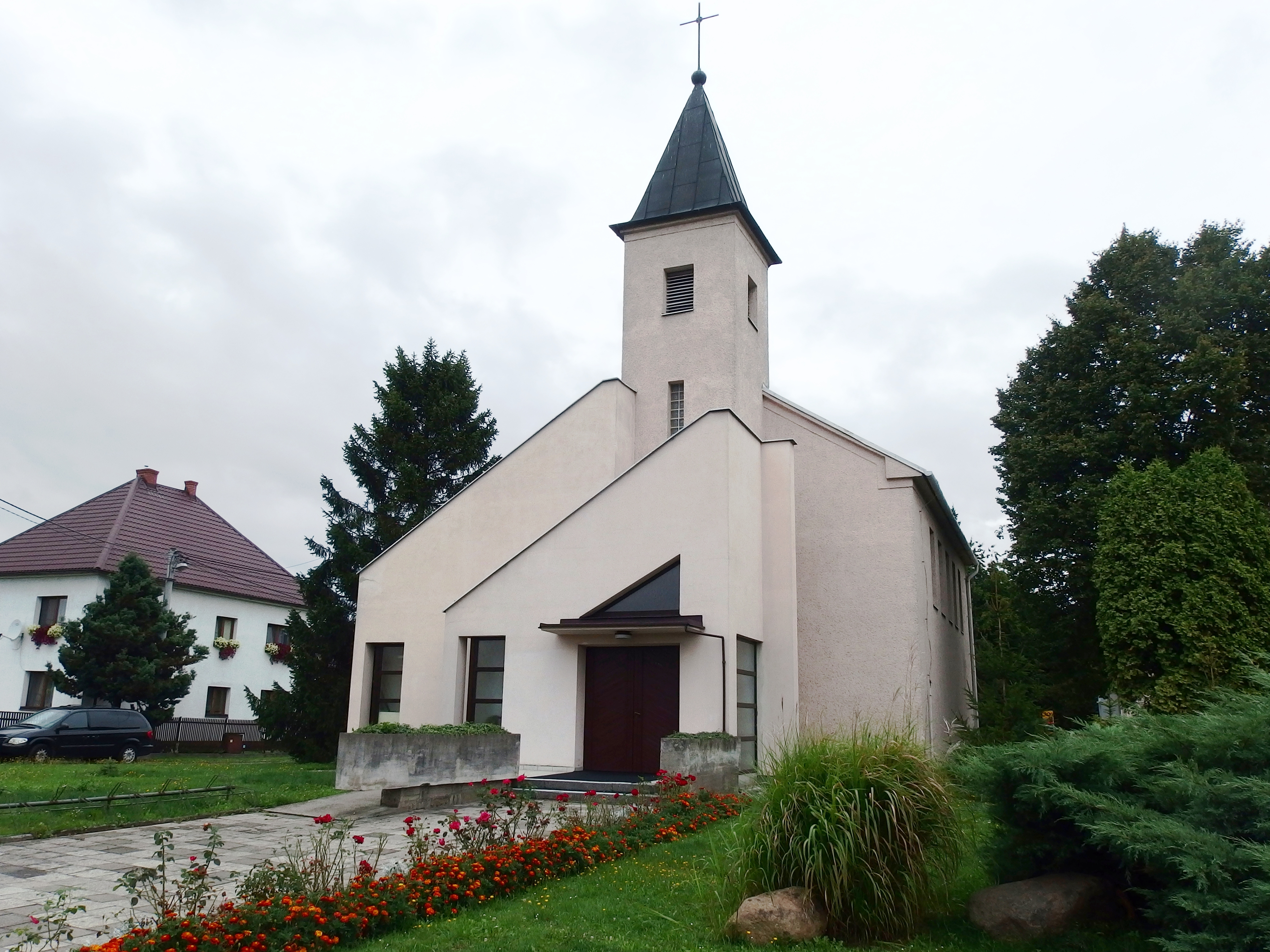
Kapelle Mariä Aufnahme in den Himmel

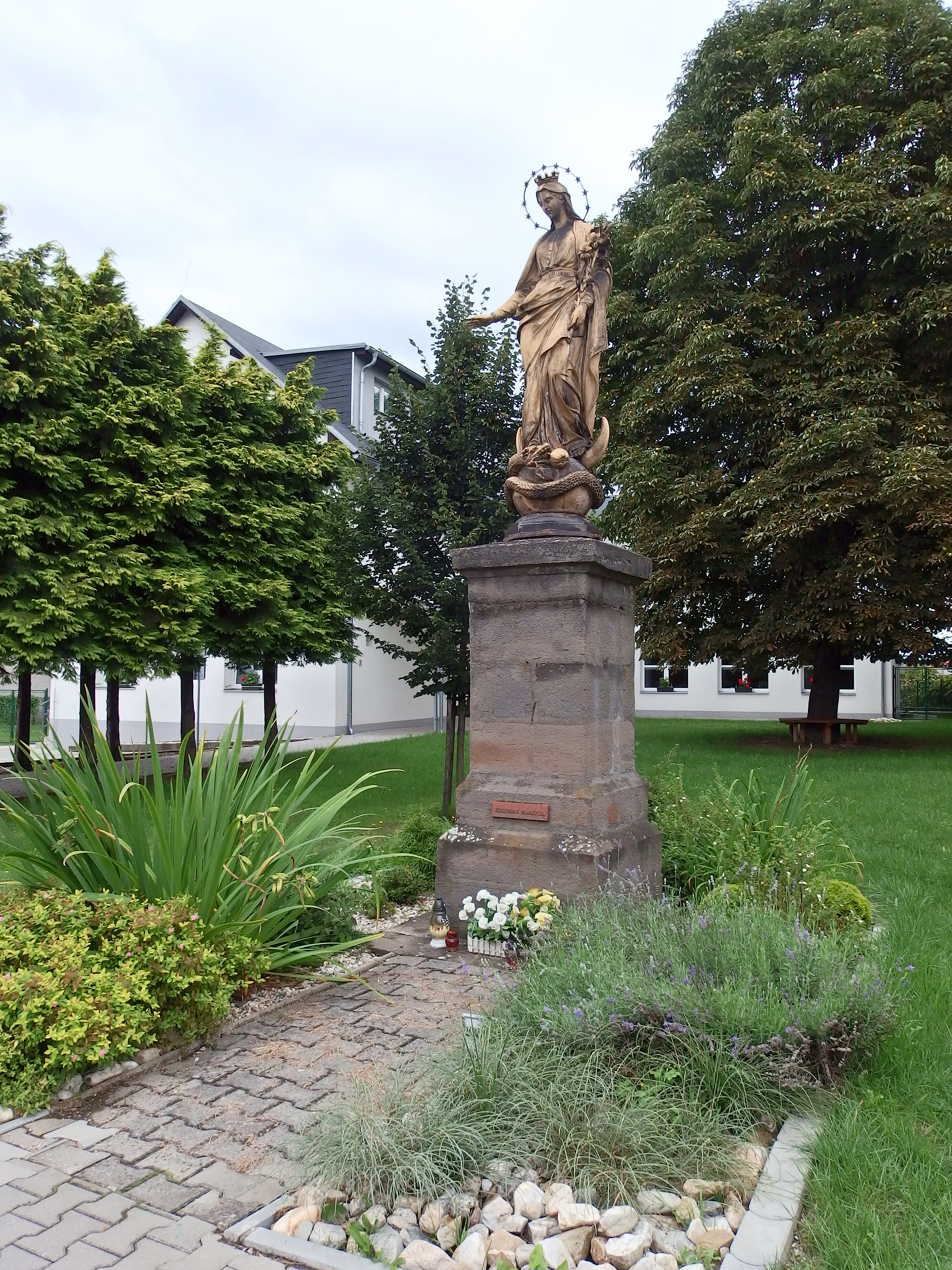
Skulptur Unbefleckte Empfängnis Mariä

Darkovičky (deutsch Klein Darkowitz; polnisch Darkowice Małe bzw. Darkowiczki) ist ein Ortsteil der Stadt Hlučín (Hultschin) im Okres Opava in Tschechien. Er liegt drei Kilometer nördlich von Hlučín.

## Geographie
Das Straßendorf Darkovičky befindet sich am Bach Jasénka in der Hlučínská pahorkatina (Hultschiner Hügelland). Am östlichen Ortsrand verläuft die Staatsstraße II/469 von Hlučín nach Tworków (Tworkau). An der nördlichen Gemarkungsgrenze erstreckt sich eine schwere Befestigungslinie des Tschechoslowakischen Walls.
Nachbarorte sind Vřesina (Wrzessin) und Karlovec (Karlshof) im Norden, Darkovice (Groß Darkowitz), Hať (Haatsch), Rudyszwałd (Ruderswald) und Rakowiec im Nordosten, Štípky (Sczipken), Hříbovec (Hrzibowetz) und Šilheřovice (Schillersdorf) im Osten, Markvartovice (Markersdorf), Ludgeřovice (Ludgierzowitz) und Vrablovec (Wrablowetz) im Südosten, Staré Rovniny (Rownin) und Hlučín im Süden, Dobroslavice (Dobroslawitz), Jilešovice (Illeschowitz) und Kozmice (Kosmütz) im Südwesten, Dolní Benešov (Beneschau) im Westen sowie Bohuslavice (Buslawitz) und Závada (Zawada bei Beneschau) im Nordwesten.

## Geschichte
Die erste schriftliche Erwähnung von Dorken erfolgte im Jahre 1377 im Zuge der Teilung des Herzogtums Troppau. Das Dorf war zu dieser Zeit Sitz des Edelknechts Hanusch und verblieb beim Troppauer Anteil, der den Brüdern Herzog Wenzel I. und Přemysl I. zugefallen war. Vereinzelt wird die Ansicht vertreten, dass Dorken auf den Fluren des wüsten Sifridsdorf angelegt worden sei; wobei letzteres Dorf, das noch bis 1425 nachweislich ist, eher bei Hať gelegen war oder mit demselben identisch ist.
Im 15. Jahrhundert erwarben die Herren Bzenec von Marquartowitz das Gut Klein Darkowitz und verbanden es mit den Gut Marquartowitz. Auf Fabian Bzenec folgten dessen Söhne Johann und Georg. Nach deren Tod erbten Christoph Bzenec von Marquartowitz und seine Frau Ludmilla, geborene Birka von Nassiedel beide Güter. Der Protestant Christoph Bzenec veräußerte 1551 Marquartowitz und ließ in Klein Darkowitz eine Feste errichten. Die Besitzer der angrenzenden Herrschaft Hultschin, die katholischen Freiherren von Würben und Freudenthal suchten nach der Beilegung ihrer Besitzstreitigkeiten mit dem Zisterzienserkloster Velehrad nunmehr neuen Nachbarschaftsstreit mit dem Besitzer des Gutes Klein Darkowitz. Im Jahre 1566 wurde Christoph Bzenec von Marquartowitz überfallen und gefesselt auf den Dorfplatz geschleift, wo er nach dem Zugeständnis der Einnahme seines Hofes wieder freigelassen wurde. Wegen des anhaltend angespannten Verhältnisses mit den Besitzern der Herrschaft Hultschin entschloss sich Christoph Bzenec 1567 zum Verkauf seines Gutes an die Freiherren von Würben und Freudenthal und übersiedelte nach Troppau. Das Gut Klein Darkowitz wurde damit an die Herrschaft Hultschin angeschlossen.
Die protestantischen Bewohner von Klein Darkowitz trafen sich weiterhin – heimlich – zu ihren Gottesdiensten. Während des Dreißigjährigen Krieges kam es in dem Dorf zu schweren Auseinandersetzungen zwischen den Protestanten und Katholiken, so dass der Ort letztlich verwüstet wurde. Im Karolinischen Kataster von 1721 sind für Klein Darkowitz zehn Bauern, sieben Gärtner, ein Herrenhof und ein herrschaftlicher Kretscham  aufgeführt; Besitzer der Herrschaft Hultschin war zu dieser Zeit Franz Gregor Graf von Gianini.
Nach dem Ersten Schlesischen Krieg fiel Klein Darkowitz 1742 wie fast ganz Schlesien an Preußen. 1743 wurde Klein Darkowitz dem neugebildeten Kreis Leobschütz zugeordnet. Im Zuge der Kreisreform vom 1. Januar 1818 wurde Klein Darkowitz dem Kreis Ratibor zugewiesen. 1823 vernichtete ein Großfeuer einen Großteil der hölzernen Gebäude des Dorfes. 1830 standen in Klein Darkowitz bzw. Małe Darkowicky 42 Häuser; das Dorf hatte 176 katholische Einwohner. Im Ort gab es ein herrschaftliches Vorwerk und eine Frei-Erbrichterei. Grundherren waren die von Spens´schen Erben. Sowohl das Dorf als auch die Erbrichterei unterstanden dem Patrimonialgericht Hultschin; Pfarr- und Schulort war Hultschin. Zwecks Errichtung einer Schule erwarb die Gemeinde im Jahre 1831 das Areal der wüsten Feste einschließlich des Schankrechts und der angrenzenden Schmiede. Im Jahre 1845 bestand Klein Darkowitz bzw. Male Darkowicki aus 54 Häusern. In dem Dorf mit 334 durchweg katholischen Einwohnern gab es ein Vorwerk, eine katholische Schule, ein Wirtshaus und drei Großbauern. Bedeutsam war die 1170 Halbmerinos umfassende Schafhaltung. Besitzer der Herrschaft war Victor Wichura, der sie im selben Jahr an Salomon Meyer von Rothschild veräußerte. Westlich des Dorfes entstand in der Mitte des 19. Jahrhunderts auf den Feldern vor der Straße von Hultschin nach Wrzessin die Kolonie Klingebeutel. Im Jahre 1864 gliederte sich die Gemarkung Klein-Darkowitz bzw. Darkovicky in die Gemeinde und das Rittergut. Die Gemeinde bestand aus 10 Bauernhöfen, sieben Gärtnern, 40 Häuslerstellen und der Schule, in der 86 Kinder aus dem Ort und 56 aus Wrzessin unterrichtet wurden. Zur Gemeinde Klein-Darkowitz gehörten u. a. 602 Morgen Ackerland und 230 Morgen Wald. Das Rittergut umfasste eine Fläche von 771 Morgen, davon 635 Morgen Acker und 119 Morgen Wiesen. Ein Teil der Bewohner arbeitete in den Kohlegruben bei Mährisch Ostrau. Am 8. September 1863 wurde die vom Berliner Bildhauer als Geschenk an seinen Heimatort geschaffene Skulptur Unbefleckte Empfängnis Mariä vor der Schule feierlich enthüllt. 1869 bestand Klein Darkowitz aus 78 Häusern und hatte 506 Einwohner. Zwischen 1873 und 1874 erfolgte der Bau der Kapelle. Ab Mai 1874 gehörten die Landgemeinde und der Gutsbezirk Klein Darkowitz zum Amtsbezirk Schloß Hultschin. Im Jahre 1900 hatte Klein Darkowitz 806 Einwohner, 1910 waren es 786. 
Aufgrund des Versailler Vertrages von 1919 wurde das Hultschiner Ländchen 1920 der Tschechoslowakei zugeschlagen und daraus der Okres Hlučín gebildet. 1921 lebten in den 111 Häusern von Darkovičky /Klein Darkowitz 870 Personen, darunter 834 Tschechen und 30 Deutsche. Zu dieser Zeit umfasste die Gemeinde, zu der die Kolonie Klingebeutel und das Hegerhaus Davidka gehörten, eine Fläche von 477 ha. 1930 bestand Klein Darkowitz aus 133 Häusern und hatte 937 Einwohner. Im selben Jahr erfolgte die Elektrifizierung des Dorfes. Wegen eines befürchteten deutschen Angriffs auf das Industriezentrum Mährisch Ostrau aus Richtung Leobschütz und Ratibor entstanden während der Sudetenkrise zwischen Groß Darkowitz und Klein Darkowitz schwere Befestigungsanlagen des Tschechoslowakischen Walls. 
Nach dem Münchener Abkommen vom 29. September 1938 wurde Klein Darkowitz zusammen mit dem Hultschiner Ländchen vom Deutschen Reich besetzt. Die Gemeinde gehörte nunmehr zum Landkreis Hultschin, der 1939 dem Landkreis Ratibor in der preußischen Provinz Schlesien eingegliedert wurde. Der am 17. Januar 1939 neu eingerichtete Amtsbezirk Haatsch bestand aus den Gemeinden Groß Darkowitz, Haatsch und Klein Darkowitz. Die vorgesehene Umbenennung von Klein Darkowitz in Darkenfeld wurde nicht mehr vollzogen. 
Im April 1945 wurde das Dorf von der Roten Armee besetzt. Nach dem Ende des Zweiten Weltkriegs kam Darkovičky wieder an die Tschechoslowakei zurück. Im Jahre 1950 bestand Darkovičky aus 164 Häusern und hatte 1061 Einwohner. Im Zuge der Gebietsreform von 1960 wurde der Okres Hlučín aufgehoben und das Dorf dem Okres Opava zugeordnet. Am 12. Juni 1960 erfolgte die Eingemeindung von Darkovičky nach Hlučín. 1970 lebten in den 329 Häusern des Dorfes 1616 Personen. 1991 hatte Darkovičky 1327 Einwohner und umfasste 328 Häuser. Beim Zensus von 2011 bestand Darkovičky aus 360 Wohnhäusern und hatte 1399 Einwohner; davon lebten 1388 in Darkovičky und elf in Polanské.

## Ortsgliederung
Zu Darkovičky gehören die Ortslagen Davidka (Dawidka), Patoryje und Polanské (Kolonie Klingebeutel). Grundsiedlungseinheiten sind Darkovičky (137 ha), Davidka (93 ha) und Polanské (213 ha).
Der Ortsteil bildet einen Katastralbezirk.

## Söhne und Töchter des Ortes
- Johannes Janda (1827–1875), Bildhauer

## Sehenswürdigkeiten
- Kapelle Mariä Aufnahme in den Himmel, errichtet 1873–1874
- Skulptur Unbefleckte Empfängnis Mariä, vor der Schule, geschaffen 1862 von Johannes Janda und am 8. September 1863 feierlich enthüllt
- Schwerer Bunker Alej, er ist zusammen mit den auf dem Gemeindegebiet von Darkovice befindlichen Bunkern Orel, Na Chlupáči, František und Jaroš Bestandteil des Bunkermuseums (Außenstelle des Schlesischen Landesmuseums) und Kulturdenkmals Hlučín-Darkovičky. Die Bunker wurden im Zustand von 1945 belassen.